# William Knoblauch
William Ferdinand Knoblauch (1. juli 1892 i Helsingør – 25. marts 1980) var en dansk skuespiller.
Knoblauch var elev hos Alfred Bagger og Elith Reumert og debuterede i 1912. Han var 1914-1918 tilknyttet Odense Teater og var siden på turné med Axel Jacobsen. Fra 1923 til 1969 var han en del af Aarhus Teaters faste ensemble, hvor han havde flere store roller, bl.a. som Christian 4. i Elverhøj.
Fra 1920 var han gift med Inger Petrea K.J. Muchardt (1897–1982).
Han er begravet på Århus Nordre Kirkegård.

## Filmografi
- Vesterhavsdrenge (1950)
- Venus fra Vestø (1962)
- Gertrud (1964)